# Cossura longocirrata
Cossura longocirrata är en ringmaskart som beskrevs av Webser och Benedict 1887. Cossura longocirrata ingår i släktet Cossura och familjen Cossuridae. Arten är reproducerande i Sverige. Inga underarter finns listade i Catalogue of Life.